# Contea di Marion (Ohio)
La contea di Marion (in inglese Marion County) è una contea dello Stato dell'Ohio, negli Stati Uniti. La popolazione al censimento del 2000 era di 66 217 abitanti. Il capoluogo di contea è Marion.